# Salvia parryi
Salvia parryi är en kransblommig växtart som beskrevs av Asa Gray. Salvia parryi ingår i släktet salvior, och familjen kransblommiga växter. Inga underarter finns listade i Catalogue of Life.